# Władimir Kara-Murza
Władimir Władimirowicz Kara-Murza (ros. Владимир Владимирович Кара-Мурза; ur. 7 września 1981) – rosyjsko-brytyjski dziennikarz, polityk, reżyser filmowy, pisarz, działacz na rzecz praw człowieka i demokratyzacji Rosji, wieloletni krytyk Władimira Putina.

## Życiorys
Jego ojcem był dziennikarz Władimir Kara-Murza senior (1959–2019). Studiował historię na Uniwersytecie w Cambridge. Współpracuje między innymi z: „The Washington Post”, „Echem Moskwy”, „BBC”, „RTVI”, „Kommiersantem”.
W 1999 roku rozpoczął działalność polityczną. Należał do Demokratycznego Wyboru Rosji oraz Sojuszu Sił Prawicowych. Od 5 lipca 2015 do 17 grudnia 2016 roku był wiceprzewodniczącym Partii Narodowej Wolności, której liderem jest Michaił Kasjanow. 17 grudnia 2016 roku odszedł z partii po tym, jak nie przyjęto oświadczenia w sprawie wyników wyborów do Dumy Państwowej, w którym skrytykowano współpracę z kandydatami o poglądach nacjonalistycznych i antysemickich.
Od 2000 roku był współpracownikiem rosyjskiego opozycjonisty Borisa Niemcowa, zastrzelonego 27 lutego 2015 roku w Moskwie. Odegrał dużą rolę w uchwaleniu w 2012 roku tzw. Ustawy Magnickiego, przewidującej zakaz wjazdu do Stanów Zjednoczonych i zamrożenie aktywów przedstawicieli rządu Rosji, odpowiedzialnych za rażące naruszenia praw człowieka. Jest koordynatorem ruchu Otwarta Rosja, założonego przez Michaiła Chodorkowskiego.
W 2011 roku wydał książkę pt. Reforma albo rewolucja. Wyreżyserował dwa filmy dokumentalne: Wybrali wolność (2005) i Niemcow (2015).
Dwukrotnie (26 maja 2015 i 2 lutego 2017) doszło do prób otrucia Kara-Murzy nieznanymi substancjami. Zdaniem Kara-Murzy, próby morderstwa stanowiły zemstę za lobbowanie na rzecz nałożenia przez Unię Europejską i Stany Zjednoczone sankcji na rosyjskich urzędników oskarżanych o łamanie praw człowieka. Po otruciu Aleksieja Nawalnego jako jeden z nielicznych rosyjskich opozycjonistów postanowił pozostać w kraju.
Krytykował aneksję Krymu przez Rosję w 2014 roku oraz inwazję Rosji na Ukrainę w 2022 roku. Powołał komitet antywojenny, zrzeszający czołowych rosyjskich opozycjonistów. W wywiadzie dla CNN nazwał Kreml „reżimem morderców”.
11 kwietnia 2022 roku został aresztowany. 12 kwietnia został skazany na 15 dni więzienia za niestosowanie się do poleceń policji. 22 kwietnia sąd oskarżył go o rozpowszechnienie nieprawdziwych informacji o armii rosyjskiej oraz zdradę stanu. Kara-Murza nie przyznał się do winy i uznał, że oskarżenia są motywowane politycznie. Podczas pobytu w areszcie jego stan zdrowia uległ pogorszeniu.
17 kwietnia 2023 roku moskiewski sąd miejski skazał Kara-Murzę na 25 lat kolonii o zaostrzonym rygorze i grzywnę w wysokości 700 tys. rubli za zdradę stanu, rozpowszechnianie fałszywych informacji o armii rosyjskiej oraz współpracę z „niepożądaną organizacją”. Jednocześnie otrzymał zakaz wykonywania zawodu dziennikarza przez siedem lat. Kara-Murza nie przyznał się do stawianych mu zarzutów. Na początku czerwca 2023 roku Unia Europejska nałożyła sankcje na dziewięciu obywateli Rosji uczestniczących w procesie przeciwko dziennikarzowi. 31 lipca 2023 roku sąd apelacyjny w Moskwie utrzymał w mocy wyrok na Kara-Murzę. W odpowiedzi na wyrok Rada Europy wezwała Kreml do uwolnienia dziennikarza.
Kara-Murza odbywał następnie wyrok w kolonii karnej o zaostrzonym rygorze IK-7 w Omsku. Został uwolniony w trakcie wymiany więźniów 1 sierpnia 2024.
Jest żonaty, ma troje dzieci.

## Nagrody i odznaczenia
- W 2022 roku otrzymał Nagrodę Praw Człowieka im. Václava Havla[18]
- W listopadzie 2023 roku uhonorowano go Liberalną Międzynarodową Nagrodą Wolności, przyznawaną przez Międzynarodówkę Liberalną[19]
- Krzyż Zasługi II klasy MSZ (Estonia, 2022)[20]